# Salvador Szálloda
A Salvador Szálloda a mexikói Torreón belvárosának egyik műemléképülete.

## Története
Torreón városa a 19. század végén kezdett felépülni. 1888. március 22-én Carlos González Montes de Oca ezredes volt az, aki megvásárolta azt a telket, ahol ma a szálloda áll: a mai Hidalgo és Zaragoza utcák kereszteződésénél. Nem sokkal később megkezdődött a szálloda építése, méghozzá annak a Federico Wulffnak a tervei alapján, aki a környező utcahálózatot is tervezte. Az utcák nagy, közel négyzet alakú háztömböket jelöltek ki: Montes de Oca egy ilyen tömb egyik sarkára építtette fel a szállodát, a telek többi részén pedig boltot, hivatali épületeket és egy házat emeltetett. A szálloda végül 1904-ben nyílt meg, bár van olyan forrás is, amely szerint 1910-ben. A Salvador nevet az építtető Montes de Oca adta neki, mivel második fiát Salvador González Fariñónak hívták.
A 20. század elején földszintjén J. Goodman tulajdona, az El Puerto de Liverpool nevű üzlet működött, amelyet Luis Bergman igazgatott: itt Haft Scaf & Marx ruhákat, Edwin Clapp és fia férficipőt, valamint női és gyermekruhákat árultak. Egy 1908-ban a Directorio Comercialban megjelent hirdetés úgy dicséri az üzletet, hogy azt állítja: az egész északi országrészben itt található a legjobb választék. Az üzleten kívül borbély is működött a szállodában, valamint egy étkezőhelyiség, ahol biliárdozni is lehetett, és ahol spanyol, francia és német receptek alapján készült ételeket is lehetett rendelni. Ugyancsak 1908-ból tudjuk, hogy egy szoba napi ára 1 és 5 peso között mozgott. Ekkor már minden szobához külön fürdőszoba tartozott fürdőkáddal és melegvízellátással, és minden szobából volt kilátás az utcára is. Itt működött a város első liftje is.

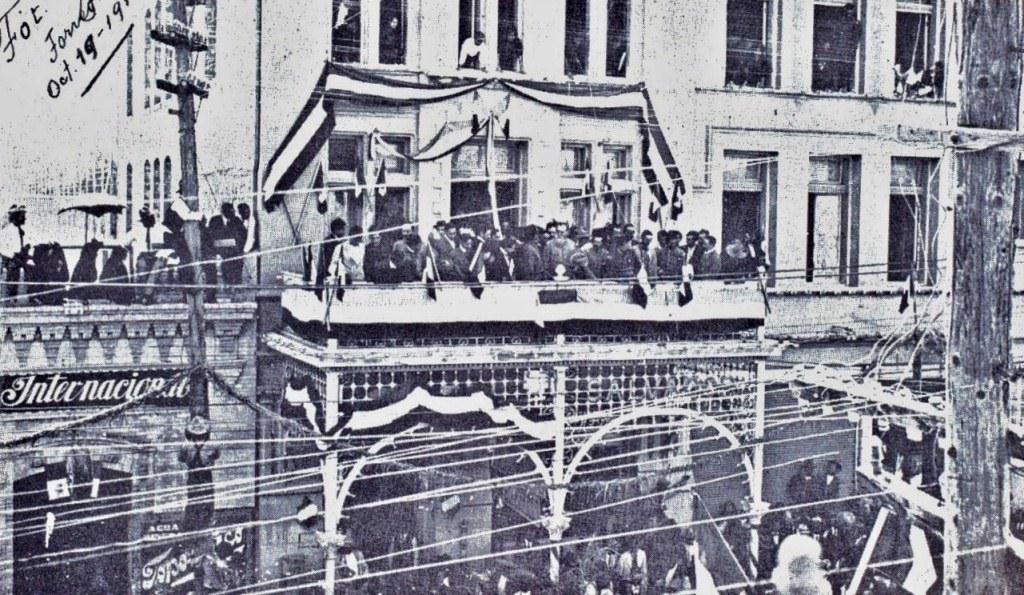
Venustiano Carranza forradalmár vezér a szálloda erkélyéről szól az összegyűltekhez

A mexikói forradalom idején több érdekes esemény is kapcsolódott a szállodához. 1913-ban Pancho Villa itt tartotta fogva a helyi „gyapotkirályt”, Rafael Arocena y Arbidét, akit csak akkor engedett szabadon, amikor hajlandó volt aranyban több mint 200 000 pesót „kölcsönözni” a forradalmárok számára. Két évvel később, 1915. október 19-én Venustiano Carranza, a forradalom egyik vezére éppen ebben a szállodában kapta meg azt a táviratot, amelyben tudatták vele, hogy az amerikai kormány elismerte őt Mexikó elnökének. Egy fénykép meg is örökítette, amint a szálloda erkélyén áll az összegyűlt lelkes tömeg előtt. Később a hotel híres vendége volt Dolores del Río színésznő is.
Az 1980-as évektől kezdve a belváros több más épületéhez hasonlóan egyre elhagyatottabbá vált. A szálloda megszűnt, és bár egyszer megpróbálkoztak az újranyitással, de rövid időn belül ismét be kellett zárni. A 21. század elején az épület több évtizedig üresen, kihasználatlanul állt.

## Leírás
A kastélyszerű, kétemeletes épület az észak-mexikói Torreón történelmi belvárosában áll az Hidalgo és Zaragoza utcák délkeleti sarkán. Stílusa vegyes: eklektikus, Art Nouveau és viktoriánus elemek jelennek meg benne. Főhomlokzata az északi, ennek keleti végén található a főbejárat, fölötte a díszes vaskorlátos erkély. Földszintjén üzletek működnek, fölöttük volt az 57 szobás szálloda.